# Богородиця (Польща)
Богородиця (або Бородиця, пол. Brodzica) — село в Польщі, у гміні Грубешів Грубешівського повіту Люблінського воєводства. Населення — 315 осіб (2011).

## Історія
1816 року вперше згадується православна церква в селі. Дерев'яну греко-католицьку церкву перенесли з Грубешева в 1806 році. За даними етнографічної експедиції 1869—1870 років під керівництвом Павла Чубинського, у селі проживали греко-католики, які розмовляли українською мовою.
У 1930 році господар Павло Антонюк балотувався на виборах до Сейму від Українського Виборчого Блоку #11, від села Богородиця. 
6 липня 1938 року польська влада в рамках великої акції руйнування православних храмів на Холмщині і Підляшші знищила місцеву православну церкву.
У 1943 році в селі проживало 437 українців і 42 поляки. У 1944—1946 роках у селі діяла українська школа. 1944 року польські шовіністи вбили в селі 8 українців.
У 1975—1998 роках село належало до Замойського воєводства.

## Населення
Демографічна структура станом на 31 березня 2011 року:
|          | Загалом | Допрацездатний вік | Працездатний вік | Постпрацездатний вік |
| -------- | ------- | ------------------ | ---------------- | -------------------- |
| Чоловіки | 165     | 30                 | 107              | 28                   |
| Жінки    | 150     | 31                 | 75               | 44                   |
| Разом    | 315     | 61                 | 182              | 72                   |

## Особистості

### Народилися
- Петро Борис (1923—1946) — український військовик, член ОУН, ройовий УПА.

## Богородиця на мапах

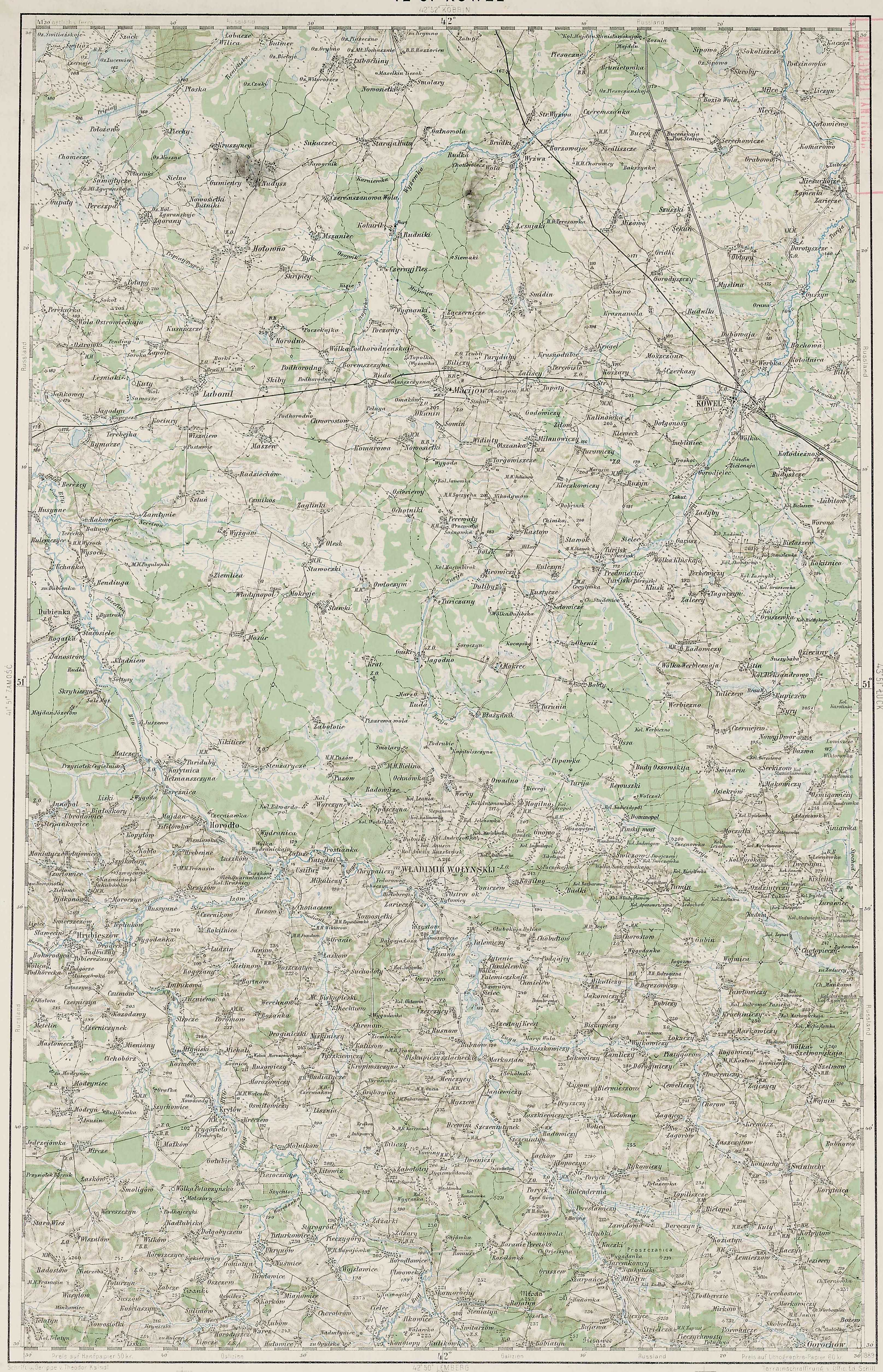
с.Богородиця на військовій мапі Австро-Угорської імперії з 1889р.
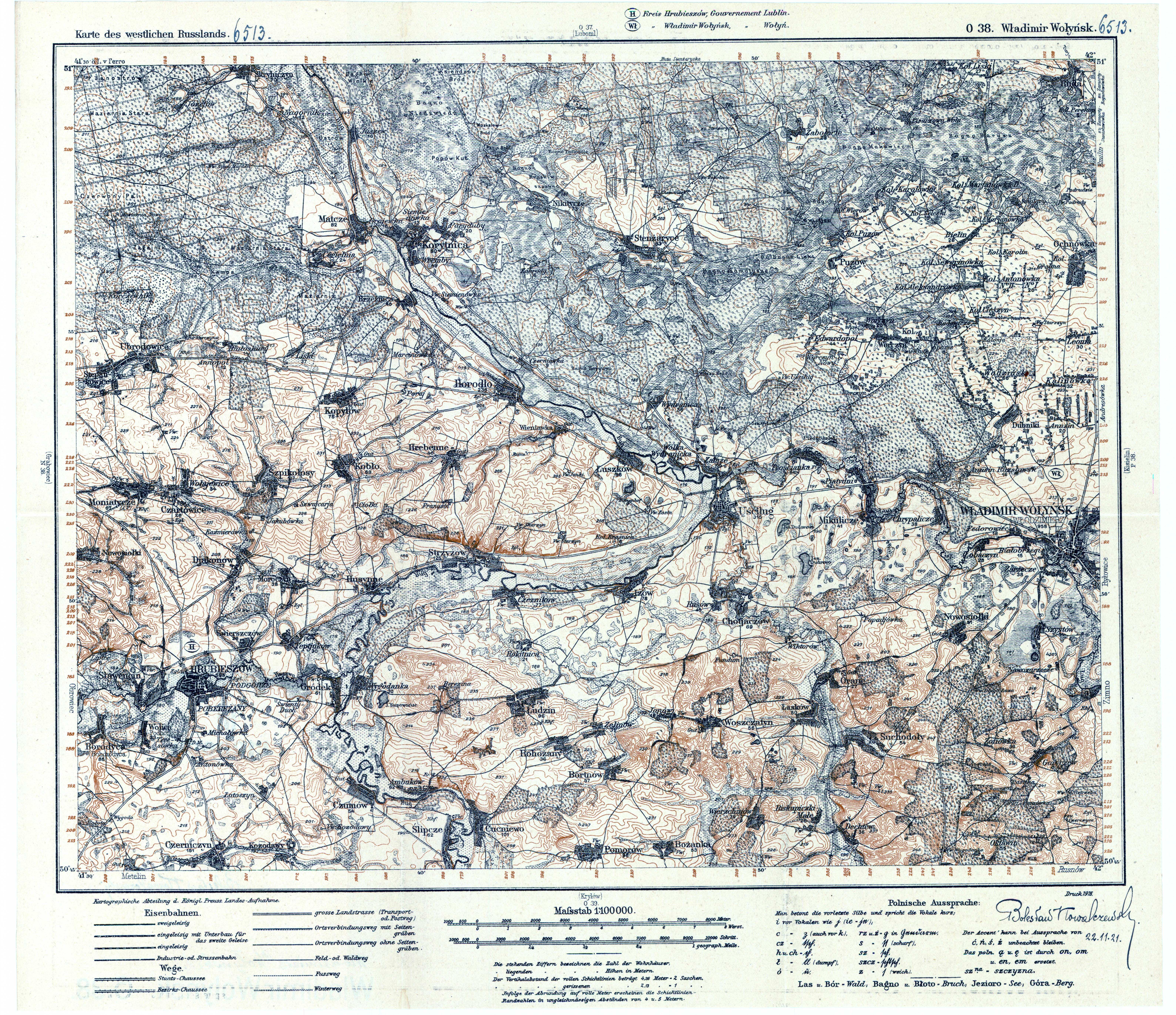
с.Богородиця на німецькій військовій мапі з 1915 року
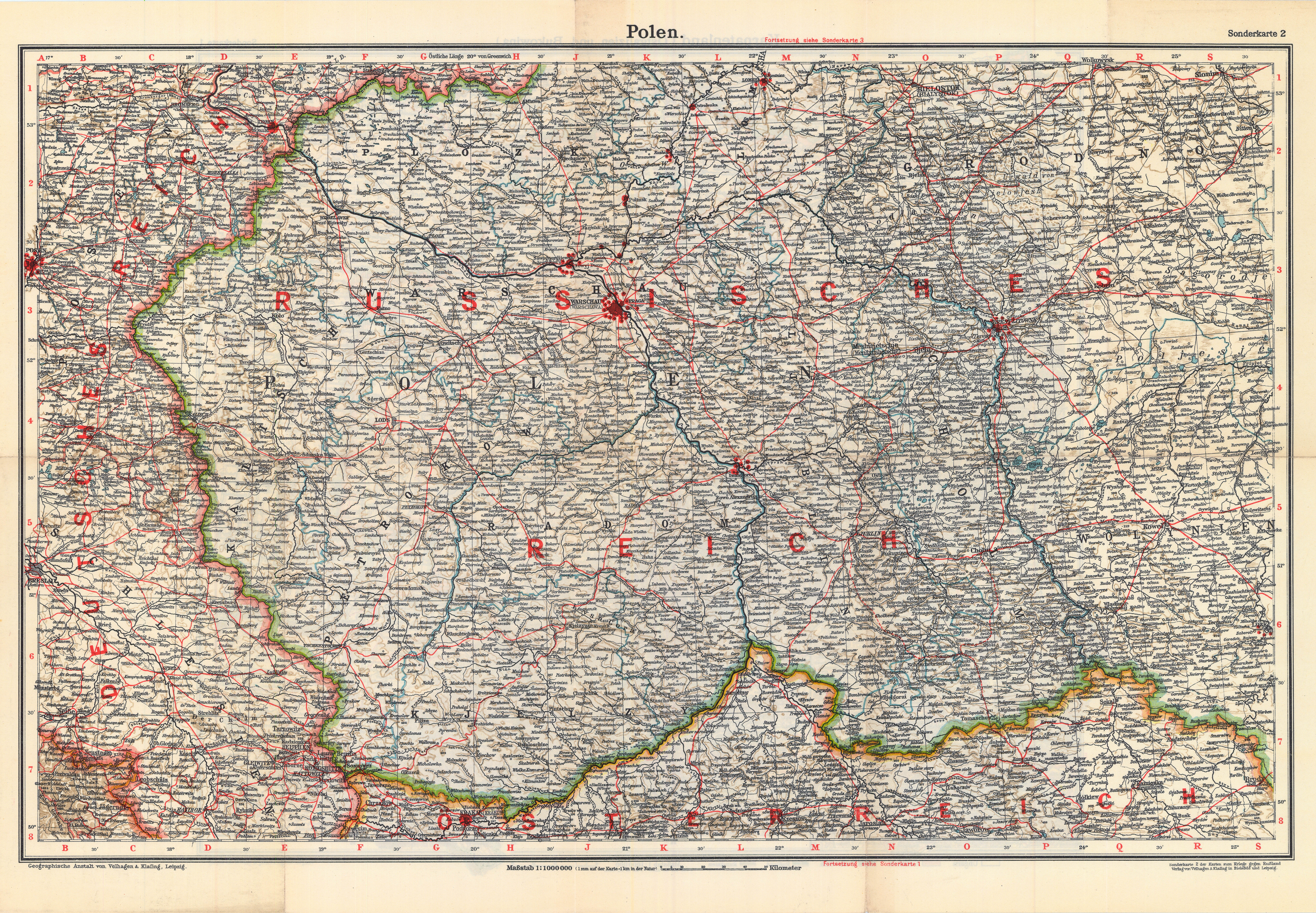
с.Богородиця на військовій німецькій мапі з 1916р
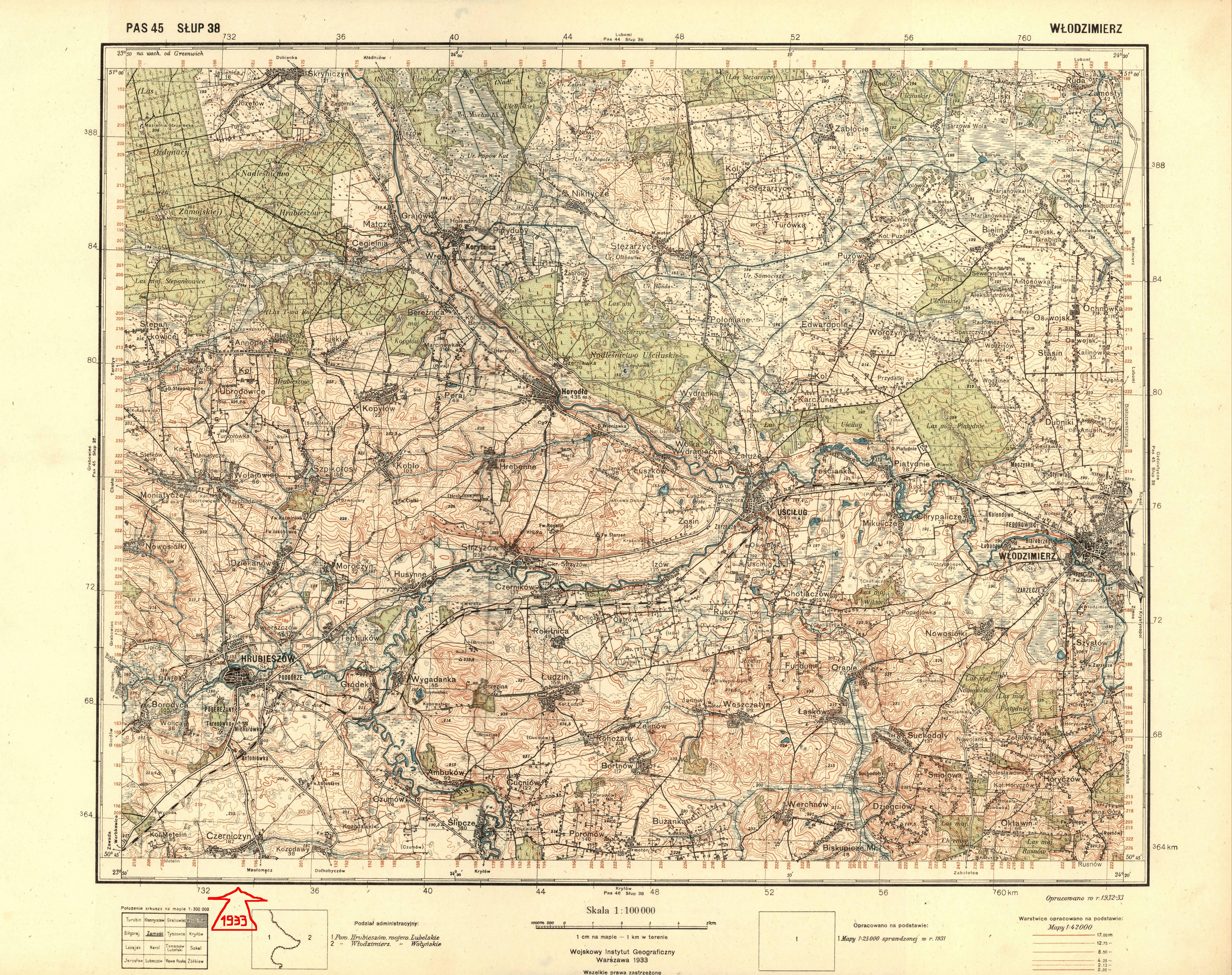
с.Богородиця на мапі польського військового географічного інституту 1933р.
с.Богородиця на окупаційній німецькій мапі з 1940 р.
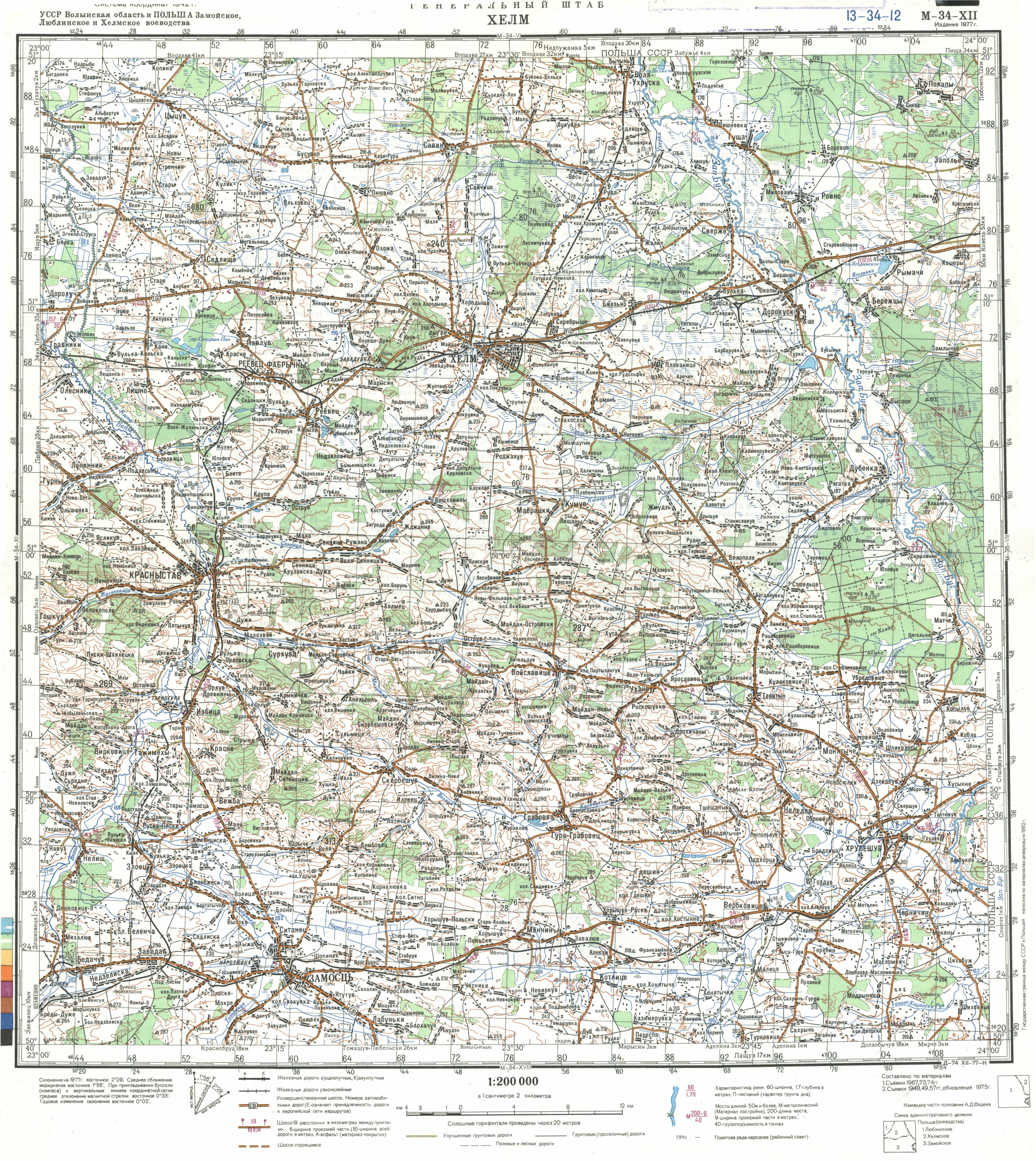
с.Богородиця на мапі Генерального Штабу СРСР з 1977р.